# Третьяков, Николай Сергеевич
Никола́й Серге́евич Третьяко́в (6 [18] декабря 1857, Москва — 25 февраля [9 марта] 1896, там же) — русский живописец, последователь передвижников, жанрист и мастер натюрморта; племянник и сын основателей Третьяковской галереи Павла и Сергея Третьяковых. Член Московского общества любителей художеств (с 1880; секретарь с 1882).

## Биография
Родился 6 (18) декабря 1857 года в Москве; единственный сын промышленника и мецената Сергея Михайловича Третьякова от первого брака с Елизаветой Сергеевной Мазуриной (1837–1860), происходившей из богатой купеческой семьи совладельцев Реутовской мануфактуры. Окончил юридический факультет Московского университета (1873–1881), имел звание кандидата прав. Заинтересовавшись живописью, поступил вольноприходящим учеником в Московское училище живописи, ваяния и зодчества (1879–1889; по другим сведениям — 1887–1889); учился у Василия Перова, Василия Поленова и Иллариона Прянишникова. В 1888 году, за картину «На даче» — групповой портрет жены и детей Николая Третьякова с воспитательницей (находилась в собственности художника, была передана им в Третьяковскую галерею в 1896 году), был награждён большой серебряной медалью.
В 1884 году Н. Третьяков вместе с Еленой Поленовой попеременно работал в своей и её мастерских, посещал рисовальные вечера в доме В. Поленова; с осени этого же года уже в собственной мастерской Третьякова устраивались воскресные акварельные утра; в 1886–1887 годы он имел в Москве на Ленивке общую мастерскую с Ильёй Остроуховым, Валентином Серовым и Михаилом Мамонтовым, в которой устраивались рисовальные вечера, аналогичные поленовским; их регулярно посещали Василий Суриков, В. Поленов, Владимир Маковский и Николай Бруни.
Публиковал художественно-критические статьи в газете «Русские ведомости». Участвовал в выставках МУЖВЗ (1886–1887, 1889–1890) и МОЛХ (1889–1890, 1892–1893); был экспонентом 18-й выставки передвижников (1890–1891). Почётный член первого Съезда русских художников и любителей художеств (в 1894), на котором представлял семью Третьяковых.
После смерти отца, будучи единственным его наследником, Николай Третьяков подал заявление в Московскую городскую думу вместе с заявлением Павла Третьякова о пожертвовании всего собрания в дар Москве, увеличив сумму для приобретения (на проценты с неё) новых произведений в галерею со 100 тысяч до 125 тысяч рублей. По завещанию своего дяди Николай Третьяков должен был унаследовать управление галереей, но вступить в наследование не успел — он скончался 25 февраля (8 марта)  1896 года в Москве. Был похоронен на Даниловском кладбище.

## Частная жизнь. Семья
Жил, главным образом в Москве; совершал поездки на Кавказ (в 1878–1879) и в Крым (в 1887). С 1879 года был женат на Александре Густавовне Дункер (1855–1926). В браке имел дочь и сына:
- Александра (1879–1914), замужем за коммерции советником Владимиром Алексеевичем Шевалдышевым (1874—после 1917), членом правления товарищества Большой Костромской льняной мануфактуры (с 1906), гласным городской думы (с 1909) и городским головой (1913–1916) в Костроме[12];
- Сергей (1882—1944), глава товарищества Большой Костромской льняной мануфактуры (с 1905), председатель экономического совета во Временном правительстве 1917 года; после революции и гражданской войны — политэмигрант, агент советской разведки[12].

## Труды
Произведения Николая Третьякова находятся в некоторых музейных собраниях, в том числе в Государственной Третьяковской галерее.